# كنيسة مار جرجس (حلب)
كنيسة مار جرجس الشهيد هي إحدى الكنائس السريانية الأرثوذكسية المنتشرة في حلب، تقع في حيّ السريان القديم وهي مكرّسة على اسم القديس جرجس. بُنيت الكنيسة من قبل السريان النازحين من الشمال السّوري إثر مجازر ديار بكر (1895)، وصُمّمت على طراز كنيسة الرسولين بطرس وبولس التي كانت موجودة في مدينة الرها.

## التاريخ
بُنيت جنبًا إلى جنب مع كاتدرائية مار أفرام السرياني خلال عملية تجديد الكنائس السريانية الأرثوذكسية في حلب، حيث كان مُعظم أبناء الطائفة قد تحوّلوا إلى الكاثوليكيّة خلال القرن الثامن عشر، لكنّ الطائفة السريانية الأرثوذكسية قد توسّعت ونمت بشكل كبير بعد تدّفق النازحين السريان من ماردين وديار بكر إلى المدينة إثر مجازر عام 1895. 
بَنى السريان في البداية كنيسةً خشبيّة صغيرة في حي السريان القديم، وبدؤوا في حملة لجمع التبرّعات من أجل بناء كنيسة إسمنتيّة كبيرة، استمرّت حتى 1932 عندما بدأ وضع الأساسات وشُرعَ في أعمال البناء التي اكتملت عام 1935. أقام المجلس الملّي الرهاوي السرياني حفلة تدشينيّة للكنيسة عام 1953، وقد أعاد ترميمها غريغوريوس يوحنا إبراهيم عام 1983، حيث قام بتوسيعها وتزيينها برسومات جديدة للرسل الاثني عشر.

## البناء والتراث
يرتكز سقف الكنيسة على أربعة أعمدة في وسطها، رمزاً للأناجيل الأربعة، وعلى سطحها تعلو قبة صغيرة محاطة باثنتي عشرة نافذة رمزاً للرسل الاثني عشر، بُنيت سنة 1951.
ويقع بجانب الكنيسة مزار على اسم القديس مار سويريوس الأنطاكي، بناهُ غريغوريوس يوحنا إبراهيم خلال توسيعه للكنيسة. 

### المخطوطات
جلب السريان النازحون من الرها الكثير من المخطوطات السريانيّة القديمة معهم، ومنها:
- إنجيل يعود للقرن الثاني عشر الميلادي.
- إنجيلان ترجمها مطران الرها بالخط الكركري الدقيق حوالي عام 1600.
- نسخة عن مخطوط سرياني عنوانه (مكتب زبنى) وتعني "التاريخ الديني المدني العام"، ألفه البطريرك ميخائيل السرياني (1126 – 1199)، وهو مخطوط تاريخي فريد نُقلَ بالتصوير الضوئي إلى اللغة الفرنسية.
- مخطوطتان لكتابين ألّفهما مار غريغوريوس يوحنا ابن العبري، هما علّة العلل والمدخل.
- 40 مخطوطة لكتب لاهوتية تتناول الصلوات الطقسية المسيحية على مدار العام.
- نسخة عن العهد الذي أعطاه الخلفاء المسلمون للمسيحين في القدس.

## انطر أيضًا
- قائمة الكنائس في حلب
- كاتدرائية الأربعين شهيد
- كنيسة مار آسيا الحكيم